# West-Indisch Huis (Dordrecht)
Het West-Indisch Huis aan de Wijnstraat nummer 87, is in 1735 in barokke stijl gebouwd. Voor de bouw van het pand werden een aantal gebouwen gesloopt, waaronder het pakhuis van de West-Indische Compagnie. Aan dit gesloopte pand is de naam ‘West-Indisch Huis’ ontleend. Het patriciërshuis vormt één geheel met de pakhuizen die aan de Kuipershaven (nummer 21) liggen.

## Beschrijving
Het symmetrisch gebouwde West-Indisch Huis heeft een monumentale lijstgevel, die de bij de stijl passende evenwichtigheid in sierlijke curven verstrekt. Ook de kroonlijst met spiegels en consoles heeft deze functie. De deur en het bovenlicht ademen dezelfde rijkdom. Boven de voordeur zijn afbeeldingen van de handelsgod Mercurius te zien. Ook is een suikerbrood aangebracht als een verwijzing naar de suikeractiviteiten in het gebouw. Er zijn diverse verwijzingen naar de handel over de wereld te zien met exotische dieren en volken. Ook de binnenkant bevat nog vele authentieke kenmerken, zoals snijwerk, stucwerk en suitedeuren, beschilderde plafonds. De stijl van het gebouw is een overgang tussen Louis XIV en Louis XV. In het patriciërshuis zijn nog vier stijlkamers aanwezig. Het gebouw is verbonden met pakhuizen aan de Kuipershaven 21. De tuin is in het midden is overdekt, maar deze overkapping is van latere datum.

## Historie
In de 16e eeuw was de voorloper van het gebouw het huis ‘De Cull’ van koopman en watergeus Coninck. In 1621 werd in Dordrecht een afdeling van de West-Indische Compagnie gevestigd, als een onderdeel van de ‘Kamer op de Maze’ (Rotterdam, Dordrecht en Delft). In 1623 kocht het stadsbestuur De Cull voor de opslag van handelswaar van de West-Indische Compagnie. De Compagnie was betrokken bij de suikerrietplantages overzee, en die betrokkenheid zorgde voor de handelswaar.
De Kamer op de Maze was in 1622 actief. Groepen investeerders organiseerden zich in de Rotterdamse, Delftse of Dordrechtsche afdeling van de Maze. Tot 1669 handelden de afdelingen met een zekere mate van onafhankelijkheid, maar door de financiële problemen van het WIC moest er na die datum nauwer samengewerkt worden. Men hield zich vooral bezig met handel op Brazilië en slaventransport. In 1685 werd er de eerste suikerraffinaderij in Dordrecht in gevestigd. In 1735 liet eigenaar Frederik Wilkens op de plaats van ‘De Cull’, en de naastgelegen panden ‘de Hoorn’ en ‘het Ossenhoofd’ het patriciërshuis bouwen. De suikerraffinaderij werd verplaatst naar de achtergelegen pakhuizen. In het midden van de 19e eeuw verloor het gebouw de functie van suikerraffinaderij. In 1951 is de tuin overkapt om er een drukkerij te vestigen. Na de laatste restauratie wordt er geëxposeerd en de stijlkamers worden gebruikt voor representatieve bijeenkomsten. De bovenste etages zijn kantoorruimtes.

## Wetenswaardigheden
In 1645 werd de schilder Arent de Gelder in het West-Indisch Huis geboren.

## Andere gebouwen
Een ander West-Indisch Huis staat in Amsterdam (Herenmarkt/Haarlemmerstraat).
Er staan/stonden ook West-Indische Huizen in Middelburg, Hoorn, Enkhuizen, Rotterdam, Delft en Groningen.

## Verder lezen
- Info over de restauratie: restauratie 1998-1999
- Info over de suikerraffinage in het gebouw: K. Sigmond en S. de Meer (red.). Een zoete belofte, suikernijverheid in Dordrecht (17e-19e eeuw). Jaarboek 2012 van de Vereniging Oud-Dordrecht.
- Info over de Kamer op de Maze: D. Heuser, Maasstad in De Maze: De handel en scheepvaart van de Rotterdamse WIC-afdeling tussen 1621 en 1740. Erasmus Universiteit : Maatschappijgeschiedenis (15-07-2019). Zie: https://thesis.eur.nl/pub/49972